# STS-63
STS-63 var den 67 flygningen i det amerikanska rymdfärjeprogrammet och den tjugonde i ordningen för rymdfärjan Discovery. Den sköts upp från Pad 39B vid Kennedy Space Center i Florida den 3 februari 1995. Efter drygt åtta dagar i omloppsbana runt jorden återinträdde rymdfärjan i jordens atmosfär och landade vid Kennedy Space Center.
Resan gick till den ryska rymdstationen Mir för att förbereda den första dockningen, som skulle ske med STS-71. I rymdfärjans lastrum bar man även en Spacehab modul.
Eileen Collins blev genom flygningen rymdfärjeprogrammets första kvinnliga pilot.

## Flygningens mål
Flygningens mål var att testa rymdfärjans förmåga att på ett kontrollerat sätt närma sig rymdstationen Mir. Som närmast befann man sig 11 meter från rymdstationen. Under flygningen började flera styrraketer läcka bränsle.